# Fiat 600 Multipla
Pour les articles homonymes, voir Fiat Multipla.
La Fiat 600 Multipla est une automobile fabriquée entre 1956 et 1965 par le constructeur italien Fiat. Ce modèle ne sera jamais produit ailleurs qu'en Italie.

## Descriptif

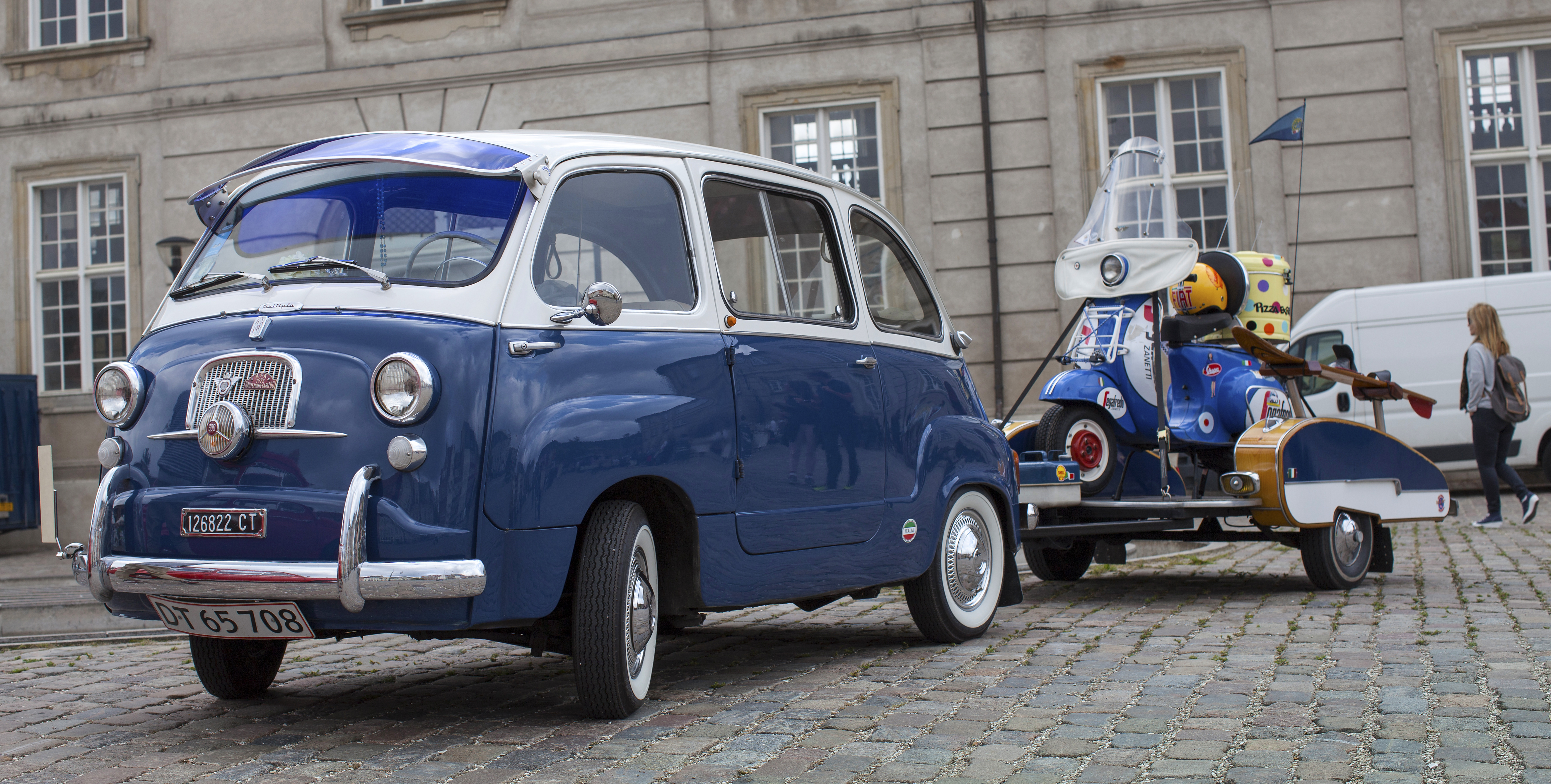
Une Fiat 600 Multipla, une voiture à six places lancée en 1956, exposée sur le marché italien à Copenhague, Danemark, près du palais de Christiansborg, siège du Parlement danois. Photo : News Øresund - Johan Wessman.

Le Multipla est construit sur la base de la  Fiat 600 berline deux portes et peut être considéré comme une version familiale puisque six personnes y trouvent place sur trois rangées de sièges. Il s'agit de la première voiture de série à s'essayer, au concept du monospace, tout comme Volkswagen qui proposait déjà un combi minibus dont la mécanique avait la même disposition, ou même Renault proposant à l'époque son projet Renault 600 (??).
Présentée au Salon de Bruxelles 1956, ce modèle connaît un beau succès commercial. Déclinée en trois versions : 4-5 places, familiale 6 places et Taxi, elle reprend la mécanique de la berline de 633 cm3 développant 21 ch, autorisant une vitesse maximale de 90 km/h pour une consommation de 6,7 litres aux 100 km.
Les places avant sont très avancées grâce à la position arrière du moteur. L'esthétique ne favorise pas vraiment l'aérodynamisme, bien que le Cx mesuré soit très avantageux par rapport à d'autres voitures comme la Renault 4. La voiture connaît un franc succès commercial en Italie, notamment comme taxi. Les campagnes publicitaires du constructeur, dans les années 1960, mettent en avant un nouveau concept révolutionnaire pour l'époque, le temps libre, le camping et autres hobbies.
Sa mécanique évolue à l'automne 1960 avec l'apparition de la Fiat 600D dont le moteur croît à 767 cm3 pour 39 ch autorisant une vitesse de pointe de 105 km/h. L'esthétique ne change pas, cette seconde génération du Multipla se distingue extérieurement par ses clignotants ronds. Au Salon de Turin de novembre 1964, Fiat présente un prototype 600 Familiale, disposant d'une carrosserie plus carrée et qui donne naissance, en 1965, à la Fiat 850 Familiale.

## Carrosseries spéciales
Malgré l'engouement des automobilistes américains pour les voitures extra larges à cette époque, Fiat a immatriculé plusieurs centaines de ce véhicule outre-Atlantique, tout comme des versions de plage.
Plusieurs carrossiers italiens eurent le loisir de créer des modèles « transformés » comme les versions 600 Ghia Jolly ou Pininfarina Eden Roc.
La Carrozzeria Coriasco a développé un intéressant fourgon Fiat 600 M sur la base de la Fiat 600 Multipla qui donna naissance à la série Fiat 600T - 850T - 900T.
En 1956, au Salon de l'automobile de Turin, la Carrozzeria Fissore présente la Fiat 600 Multipla « Marinella ». Conçue par le carrossier italien Fissore, la Marinella décapotable était un véhicule de loisirs destiné aux plages d'Europe. La voiture est dotée d'une banquette arrière enveloppante en bois, parfaite pour les passagers mouillés qui viennent de se baigner dans la mer ou l'océan. Seuls quelques dizaines d'exemplaires de la Marinella ont été construits.
En 1958, le patron de FIAT, le sénateur Giovanni Agnelli, voulait disposer d'un véhicule spécial pouvant transporter 6 passagers pour faire visiter sa nouvelle usine Fiat Mirafiori à Turin. Le véhicule, intégralement conçu par la Carrozzeria Boano a été construit sur un châssis de Fiat 600 Multipla modifié, disposait de six places assises, d'un toit en verre transparent et de pare-chocs en chêne teinté. Conformément à la commande, seulement 5 exemplaires ont été construits. 4 ont été sauvegardés, 2 se trouvent en Italie et 2 font partie de la collection privée du célèbre animateur américain de “Jay Leno’s garage”

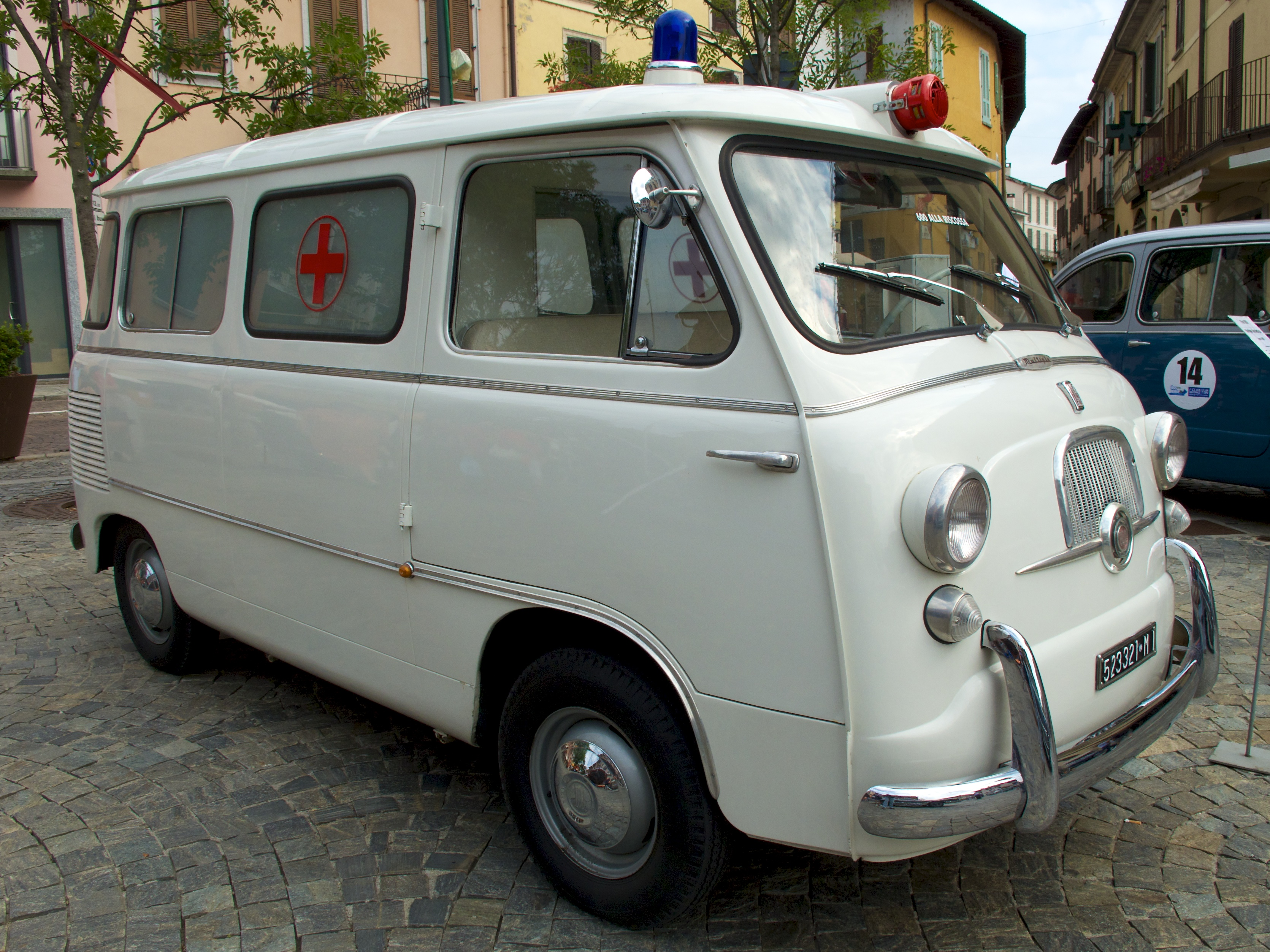
Fiat 600 M Coriasco
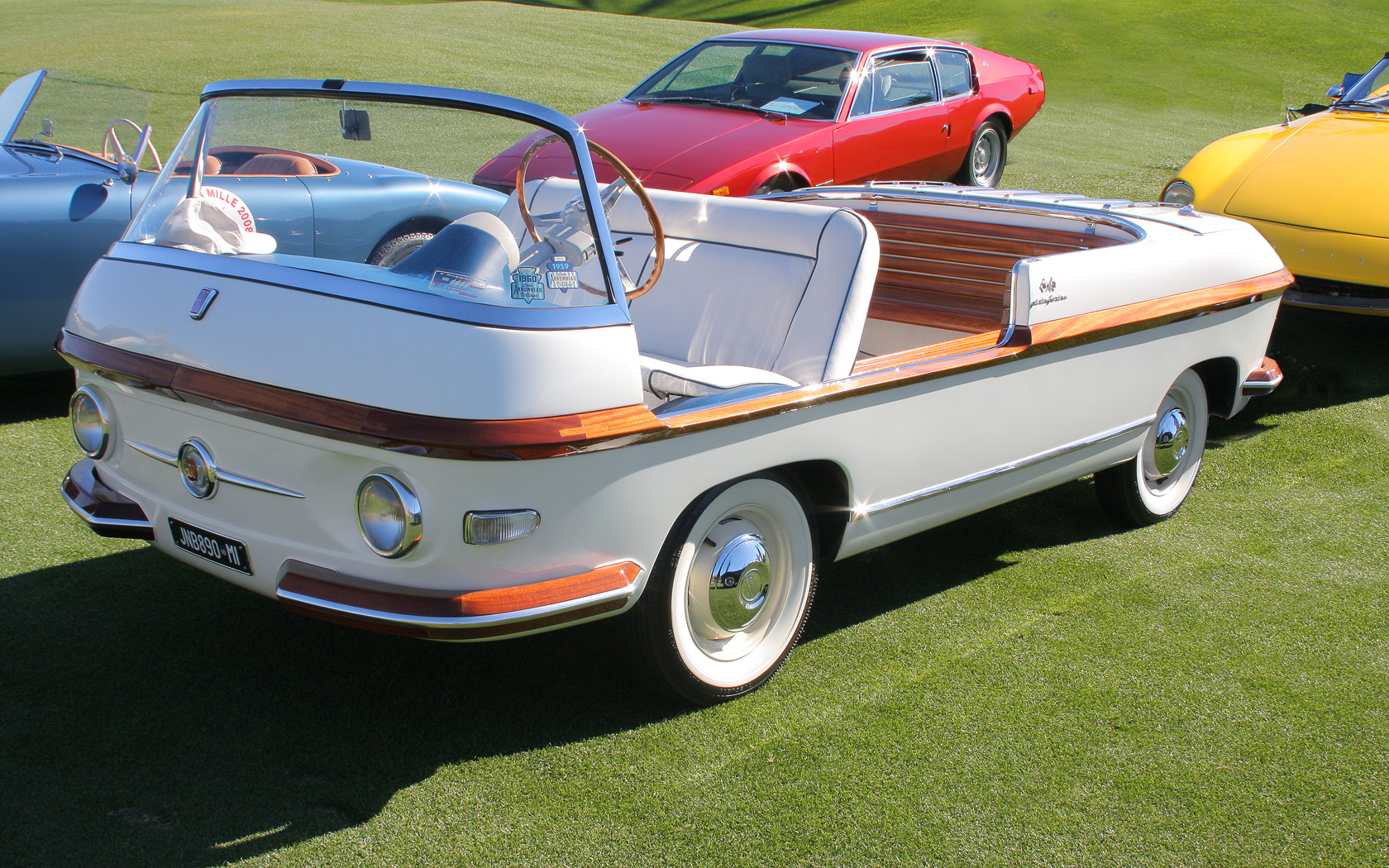
Fiat 600 Multipla Eden Roc par Pininfarina
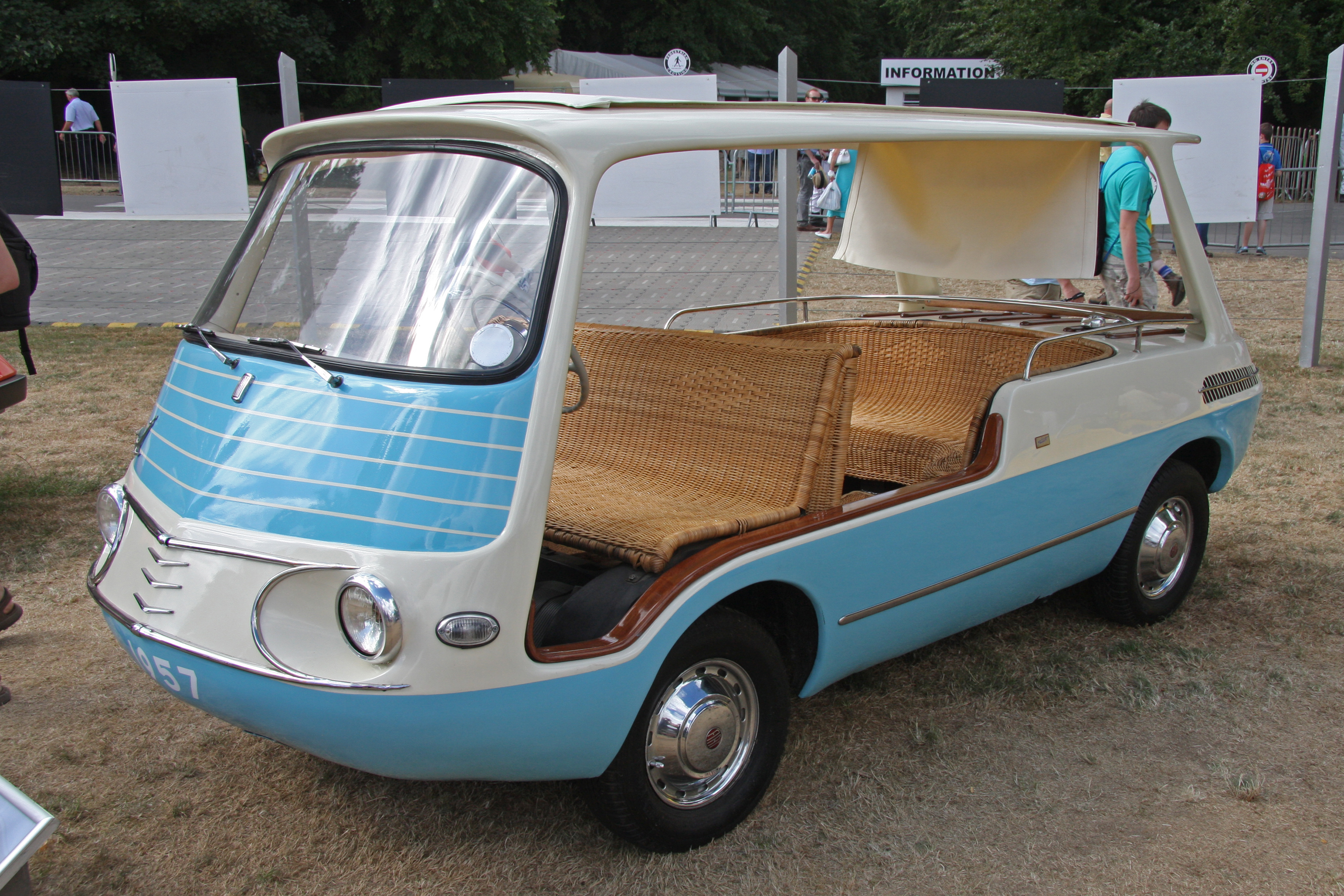
Fiat 600 Multipla Marinella par Carrozzeria Fissore

## Curiosités
Le nom Multipla sera repris de nombreuses années plus tard, en 1998, par Fiat à l'occasion du lancement d'un nouveau modèle, le Fiat Multipla qui dispose également de six larges places, mais sur deux files de sièges uniquement.

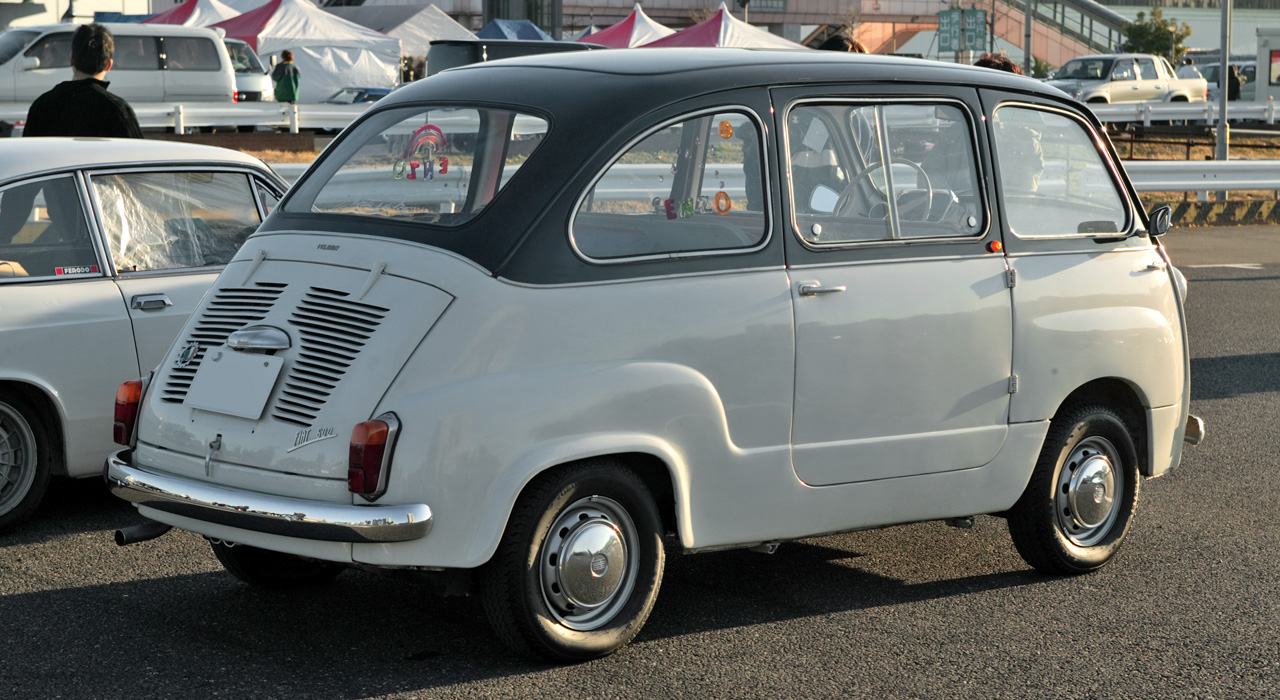
Fiat 600 Multipla de profil
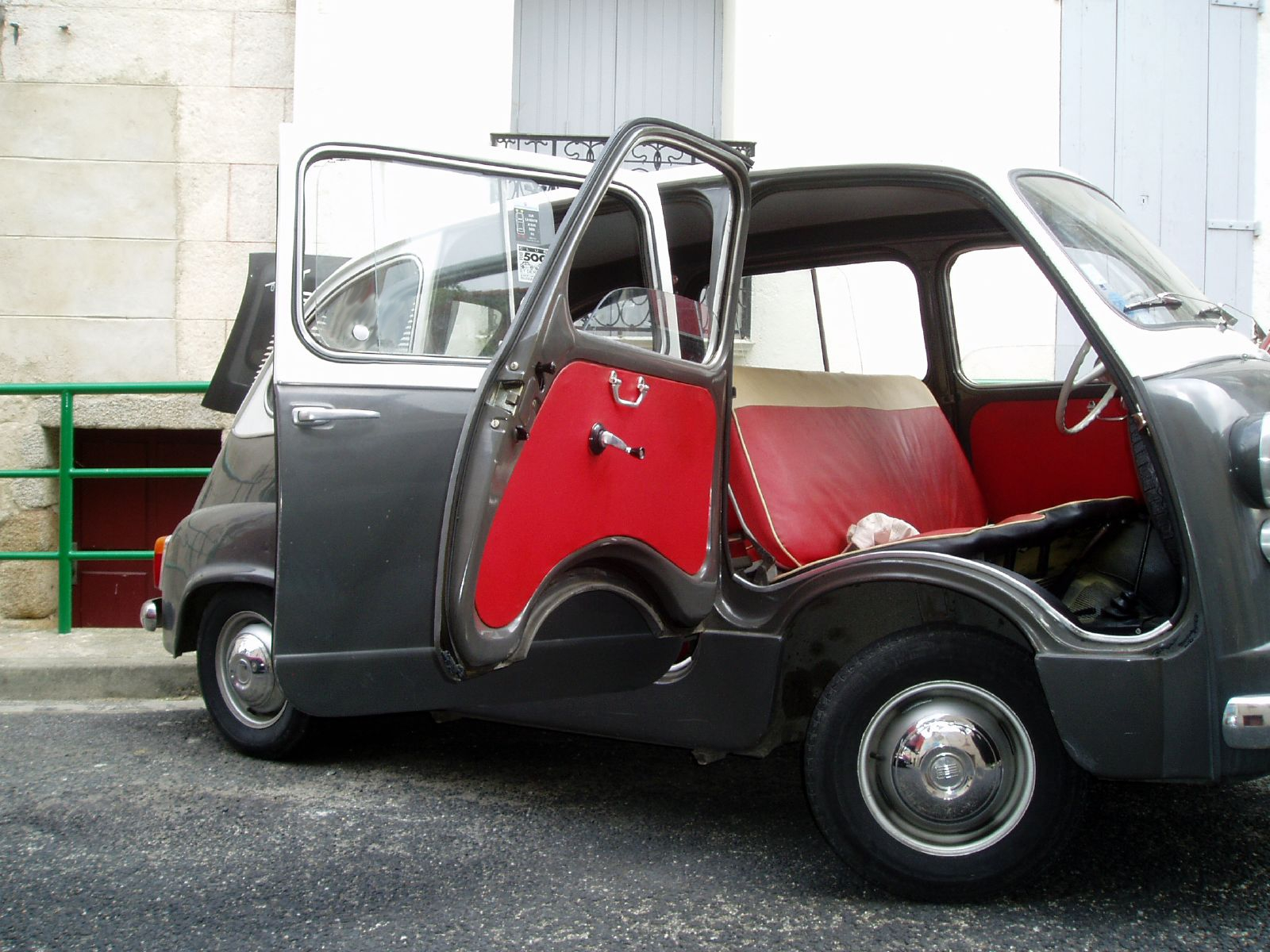
Vue latérale portes ouvertes
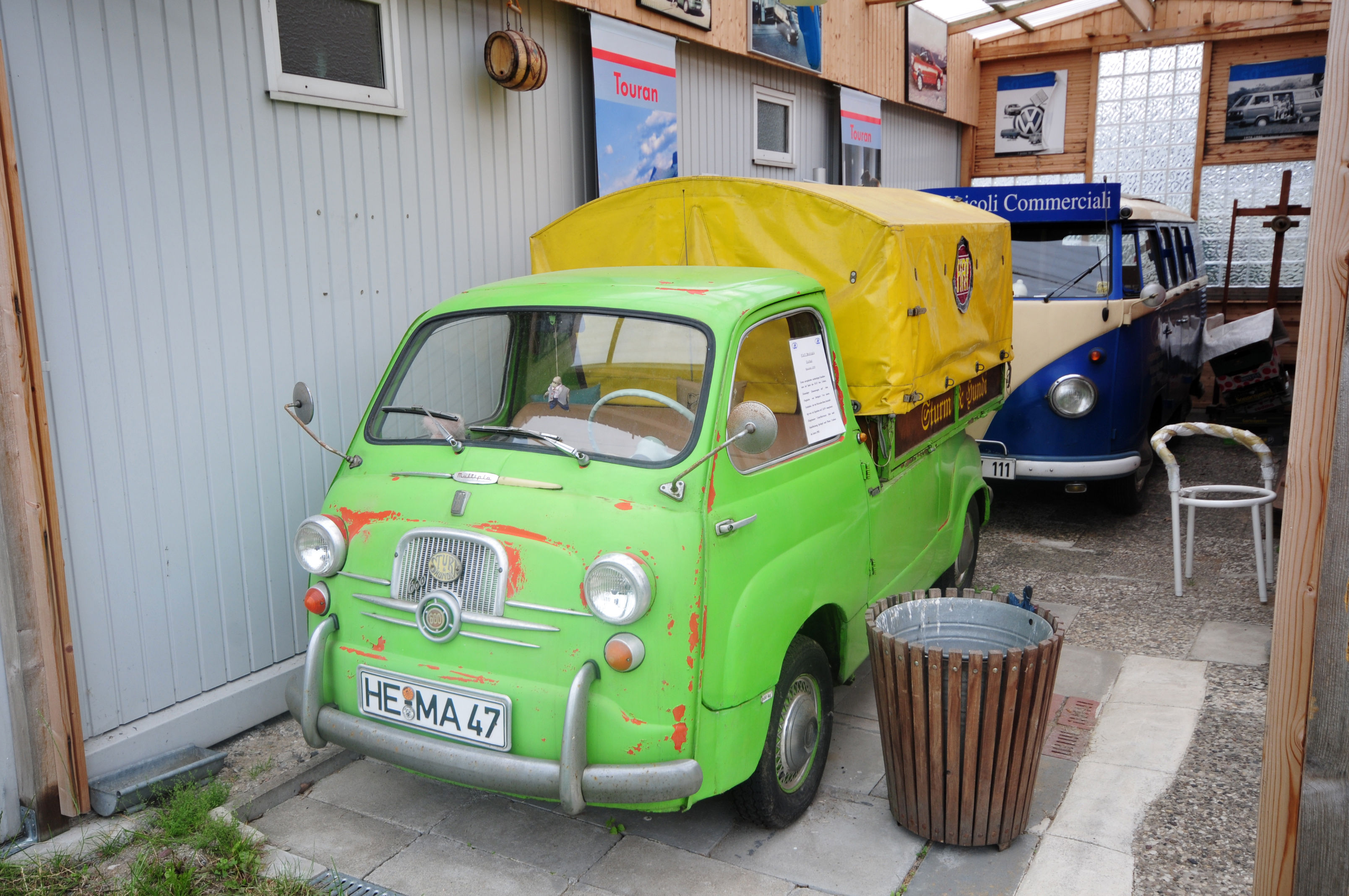
Fiat Multipla camioncino Coriasco